# Gosha
Gosha fou un estat nadiu de Somàlia situat a la vall del riu Gosha al centre del país. Els habitants de la vall es van posar vers el 1880 sota la direcció del bruixot Nasir Bunda, que va governar les terres amb encert. Els italians no podien ocupar el territori perquè els soldats nadius no volien lluitar contra el bruixot. Bunda va morir el 1906 i llavors el país va quedar sota control italià i integrat efectivament a la Somàlia Italiana a la qual pertanyia de iure.